# 추산초등학교 (충북)
추산초등학교는 대한민국 충청북도 괴산군에 있었던 공립 초등학교이다.

## 학교 연혁
- 1937년 9월 15일: 목도공립보통학교 추산간이학교 개교(설립인가 7월 23일)
- 1944년 4월 5일: 추산공립국민학교 개교(승격인가 3월 9일)
- 1994년 3월 1일: 삼방분교 본교로 통폐합
- 1996년 3월 1일: 추산초등학교로 개칭
- 2011년 12월 17일: 교육활동 우수학교 표창
- 2014년 9월 1일: 제24대 신사호 교장 부임
- 2015년 3월 1일: 행복씨앗 준비학교 지정
- 2016년 3월 1일: 6학급 편성(남14, 여12. 계:26명)
- 2017년 2월 15일: 제68회 졸업식(누계 3,188명)
- 2017년 3월 1일: 폐교 목도초등학교로 통폐합[1]

## 참고 자료
- 추산초등학교 - 한국교육학술정보원 학교알리미